# Partito Social Liberale Andaluso
Il Partito Social Liberale Andaluso (PSLA) è stato un partito politico spagnolo regionalista e centrista andaluso, fondato e guidato da Manuel Clavero Arévalo e Antonio José Delgado de Jesús.

## Storia
Il partito fu costituito ufficialmente il 3 settembre 1976, venendo registrato  ufficialmente nel Registro dei Partiti Politici del Ministero dell'Interno il 7 marzo 1977. Due mesi prima, il 21 e 22 gennaio, era stato celebrato il congresso fondativo , durante il quale Manuel Clavero venne eletto presidente e Antonio José Delgado segretario generale.
Alle elezioni generali del 1977 entrò nella coalizione dell'Unione del Centro Democratico riuscendo ad eleggere 6 deputati: Manuel Clavero, Manuel Olivencia, Jaime García Añoveros, Javier Rodríguez Alcaide, Antonio José Delgado e Ignacio Huelín.
Il 2 novembre di 1978 si sciolse per entrare nell'Unione del Centro Democratico.